# Conrad Molgosa i Planas
Conrad Molgosa i Planas (1883 - Barcelona, 25 d'agost del 1917) va ser un músic català.

## Biografia
De família d'artistes (el seu pare Josep Oriol Molgosa i Valls va ser dramaturg i poeta, el seu oncle Jaume  va ser actor i dramaturg, i el seu germà Ramon Molgosa i Planas va ser músic), estudià música al Conservatori del Liceu (violí, 1898; teoria i tècnica musical 1899) i exercí com a instrumentista, compositor, professor i director d'orquestra. El 1905 s'anunciava com a professor de solfeig, piano, violí i teoria musical a Barcelona. Amb Miquel Torres dirigia el 1910 una companyia de sarsuela, opereta i òpera espanyola que actuava al Teatre Principal. Formà part com a "mestre concertador" de la companyia de sarsuela de Josep Bergés, que el 1914 portà la Maruxa d'Amadeu Vives al barceloní teatre Novetats i la representava encara el 1916 (La Vanguardia 7.8.1916). El 1915 debutà al teatre Tívoli de Barcelona com a director d'orquestra.
Com a compositor es distingí per un parell de revistes musicals, l'èxit ¡Hip! ¡Hip! Barcelona, amb més de cent representacions el 1909, i Ohé! Ohé! Miss Flory ó el Rey de la Gutapercha, el 1910, ambdues amb lletra d'Alejandro Soler i de Josep Maria Jordá, i música de Molgosa i Lluís Bonell. També va ser autor de peces de ball, cançons i una sardana.
El seu germà, Ramon Molgosa i Planas (ca 1875 - després de gener del 1925) va ser músic compositor. Fou autor de Adorador, tango criollo, per a veu i piano, amb lletra i música seva; La deliciosa, mazurka (1893) per a piano; Flor o mujer, vals-serenata, per a veu i piano; La pandereta, jota (1894), per a banda; Paquita, mazurka (1895), per a banda; Las subsistencias, cuplet (1921). Se li podrien atribuir, amb dubtes, peces que s'interpretaren pel 1925-1926: A Pernambuco, pericón, España, pasodoble militar, Gran Goal, fox-trot, Meneítos, fox-trot i Y suena el clarín, marcha.
La seva germana, Francisca Molgosa i Planas, estava casada amb Ramón Puig I Marcó empresari i Fotògraf català del que es conserva una amplia col·lecció de fotografies en l'Arxiu Nacional de Catalunya.

## Obres
- ¡¡A solas!!, lamentación (1901), per a veu i piano
- Amorosa (1903), per a veu i piano[12]
- La Cenicienta, o el zapatito de cristal, pantomima infantil (1917)[13]
- Confidencia, walz (1901), per a piano
- La corretjola (1902), cançó coral amb lletra de Leopold Negre[14]
- Enyorança (1906), sardana[15]
- ¡Hip! ¡hip! Barcelona, o, Atracción de forasteros, pasatiempo en un prólogo y siete cuadros (1909)[16][17]
- Lamentació (1902), per a veu i piano[18]
- ¡Morta!... (1902), cançó amb lletra de Josep Maria Navarro i Porcel[19]
- Ohé! Ohé! Miss Flory ó el Rey de la Gutapercha, viaje revista en dos actos y diez cuadros[20]
- Orfa (1903), cançó per a veu i piano amb lletra i música d'en Molgosa
- Recuerdo, mazurka, per a piano
- Rêverie de Cenicienta, per a veu i piano, lletra de Salvador Vilaregut
- Rhytmique, fox-trot[21]